# Europees kampioenschap voetbal vrouwen onder 19 - 2023
Het Europees kampioenschap voetbal vrouwen onder 19 van 2023 was de 20ste editie van het Europees kampioenschap voetbal vrouwen onder 19, dat jaarlijks wordt georganiseerd door de UEFA voor alle Europese nationale vrouwenploegen onder 19 jaar. Het was het eerste vrouwenvoetbaltoernooi dat werd georganiseerd door België. Enkel speelsters die geboren zijn op of na 1 januari 2004 waren speelgerechtigd.
Acht landen namen deel aan het toernooi: gastland België, de zeven poulewinnaars van een eliteronde in de lente van 2024. Elke wedstrijd duurde 90 minuten, verdeeld over twee helften van 45 minuten, met een pauze van 15 minuten.
De vier halvefinalisten plaatsten zich tevens voor het WK in Colombia van 2024.
Spanje was de titelhouder als winnaar van het EK in 2022 in Tsjechië. Door Duitsland na penalty's te verslaan wist het haar titel met succes te verdedigen.

## Kwalificaties
52 nationale ploegen streden tijdens de kwalificaties gespreid over twee ronden voor de resterende zeven plaatsen op het toernooi.

### Gekwalificeerde landen
| # | Land       | Gekwalificeerd als          | Beste prestatie                     |
| - | ---------- | --------------------------- | ----------------------------------- |
| 1 | België     | Gastland                    | Groepsfase (2006, 2011, 2014, 2019) |
| 2 | Duitsland  | Winnaar kwalificatiegroep 1 | Winnaar (2002, 2006, 2007, 2011)    |
| 3 | Tsjechië   | Winnaar kwalificatiegroep 2 | Groepsfase (2022)                   |
| 4 | Frankrijk  | Winnaar kwalificatiegroep 3 | Halve finales (2022)                |
| 6 | Spanje     | Winnaar kwalificatiegroep 4 | Winnaar (2004, 2017, 2018, 2022)    |
| 7 | IJsland    | Winnaar kwalificatiegroep 5 | Winnaar (2014)                      |
| 5 | Oostenrijk | Winnaar kwalificatiegroep 6 | Groepsfase (2016)                   |
| 8 | Nederland  | Winnaar kwalificatiegroep 7 | Winnaar (2014)                      |

## Groepsfase

### Groep A
| Pos | Team       | Wed | W | G | V | Ptn | DV | DT | +/− | Kwalificatie                                                         |
| --- | ---------- | --- | - | - | - | --- | -- | -- | --- | -------------------------------------------------------------------- |
| 1   | Nederland  | 3   | 2 | 0 | 1 | 6   | 6  | 2  | +4  | Halve finales en Wereldkampioenschap voetbal vrouwen onder 20 - 2024 |
| 2   | Duitsland  | 3   | 2 | 0 | 1 | 6   | 9  | 3  | +6  | Halve finales en Wereldkampioenschap voetbal vrouwen onder 20 - 2024 |
| 3   | Oostenrijk | 3   | 1 | 1 | 1 | 4   | 4  | 9  | −5  |                                                                      |
| 4   | België (G) | 3   | 0 | 1 | 2 | 1   | 3  | 8  | −5  |                                                                      |

|                            |                                                                    |           |            |                                                                |
| 18 juli 2023 17:30 (UTC+1) | Duitsland                                                          | 6 - 0     | Oostenrijk | RBFA Academy Stadium, Tubize Scheidsrechter: Byrne ( Engeland) |
| 18 juli 2023 17:30 (UTC+1) | Nachtigall 16', 29' Şehitler 18', 77' Alber 26' Franziska Kett 49' | (verslag) |            | RBFA Academy Stadium, Tubize Scheidsrechter: Byrne ( Engeland) |

|                            |        |           |                                    |                                                     |
| 18 juli 2023 20:30 (UTC+1) | België | 0 - 3     | Nederland                          | Den Dreef, Leuven Scheidsrechter: Augustyn ( Polen) |
| 18 juli 2023 20:30 (UTC+1) |        | (verslag) | Huizenga 30' Henry 55' Tolhoek 86' | Den Dreef, Leuven Scheidsrechter: Augustyn ( Polen) |

|                            |        |           |                    |                                                                |
| 21 juli 2024 17:30 (UTC+1) | België | 0 - 2     | Duitsland          | Leburtonstadion, Tubize Scheidsrechter: Klarlund ( Denemarken) |
| 21 juli 2024 17:30 (UTC+1) |        | (verslag) | Kett 37' Alber 52' | Leburtonstadion, Tubize Scheidsrechter: Klarlund ( Denemarken) |

|                            |            |           |           |                                                                      |
| 21 juli 2024 20:30 (UTC+1) | Oostenrijk | 1 - 0     | Nederland | RBFA Academy Stadium, Tubize Scheidsrechter: Sabina Bolic ( Kroatië) |
| 21 juli 2024 20:30 (UTC+1) | Mädl 70'   | (verslag) |           | RBFA Academy Stadium, Tubize Scheidsrechter: Sabina Bolic ( Kroatië) |

|                            |                                        |           |                                       |                                                                           |
| 24 juli 2023 17:30 (UTC+1) | Oostenrijk                             | 3 - 3     | België                                | Stade Communal du Tivoli, La Louvière Scheidsrechter: Cvetković ( Servië) |
| 24 juli 2023 17:30 (UTC+1) | Rukavina 11' Natter 50' (pen) Mädl 59' | (verslag) | Jacobs 47' Ampoorter 56' Detruyer 60' | Stade Communal du Tivoli, La Louvière Scheidsrechter: Cvetković ( Servië) |

|                            |                                                  |           |             |                                                                 |
| 24 juli 2023 17:30 (UTC+1) | Nederland                                        | 3 - 1     | Duitsland   | Stade Leburton, Tubize Scheidsrechter: Schmölzer ( Zwitserland) |
| 24 juli 2023 17:30 (UTC+1) | Veit 42' (e.d.) Keukelaar 62' Van Gool 81' (pen) | (verslag) | Açıkgöz 27' | Stade Leburton, Tubize Scheidsrechter: Schmölzer ( Zwitserland) |

### Groep B
| Pos | Team      | Wed | W | G | V | Ptn | DV | DT | +/− | Kwalificatie                                                         |
| --- | --------- | --- | - | - | - | --- | -- | -- | --- | -------------------------------------------------------------------- |
| 1   | Frankrijk | 3   | 3 | 0 | 0 | 9   | 6  | 1  | +5  | Halve finales en Wereldkampioenschap voetbal vrouwen onder 20 - 2024 |
| 2   | Spanje    | 3   | 2 | 0 | 1 | 6   | 10 | 2  | +8  | Halve finales en Wereldkampioenschap voetbal vrouwen onder 20 - 2024 |
| 3   | IJsland   | 3   | 1 | 0 | 2 | 3   | 3  | 6  | −3  |                                                                      |
| 4   | Tsjechië  | 3   | 0 | 0 | 3 | 0   | 0  | 10 | −10 |                                                                      |

|                            |          |           |                    |                                                                              |
| 18 juli 2024 17:30 (UTC+1) | Tsjechië | 0 - 1     | Frankrijk          | Stade Communal du Tivoli, La Louvière Scheidsrechter: Klarlund ( Denemarken) |
| 18 juli 2024 17:30 (UTC+1) |          | (verslag) | Bárková 26' (e.d.) | Stade Communal du Tivoli, La Louvière Scheidsrechter: Klarlund ( Denemarken) |

|                            |         |           |                                      |                                                            |
| 18 juli 2024 20:30 (UTC+1) | IJsland | 0 - 3     | Spanje                               | Stade Leburton, Tubize Scheidsrechter: Cvetković ( Servië) |
| 18 juli 2024 20:30 (UTC+1) |         | (verslag) | González 11' Benítez 36' Camacho 89' | Stade Leburton, Tubize Scheidsrechter: Cvetković ( Servië) |

|                            |                                       |           |          |                                                                                |
| 21 juli 2023 17:30 (UTC+1) | IJsland                               | 2 - 0     | Tsjechië | Stade Communal du Tivoli, La Louvière Scheidsrechter: Schmölzer ( Zwitserland) |
| 21 juli 2023 17:30 (UTC+1) | Kristjánsdóttir 13' Jörundsdóttir 85' | (verslag) |          | Stade Communal du Tivoli, La Louvière Scheidsrechter: Schmölzer ( Zwitserland) |

|                            |                            |           |        |                                                     |
| 21 juli 2023 20:30 (UTC+1) | Frankrijk                  | 2 - 0     | Spanje | Den Dreef, Leuven Scheidsrechter: Byrne ( Engeland) |
| 21 juli 2023 20:30 (UTC+1) | Fontaine 57' Ribadeira 79' | (verslag) |        | Den Dreef, Leuven Scheidsrechter: Byrne ( Engeland) |

|                            |                                     |           |                  |                                                                |
| 24 juli 2024 20:30 (UTC+1) | Frankrijk                           | 3 - 1     | IJsland          | RBFA Academy Stadium, Tubize Scheidsrechter: Augustyn ( Polen) |
| 24 juli 2024 20:30 (UTC+1) | Ribadeira 27' Neller 45' Benera 89' | (verslag) | Sveinsdóttir 33' | RBFA Academy Stadium, Tubize Scheidsrechter: Augustyn ( Polen) |

|                            |                                                                       |           |          |                                                    |
| 24 juli 2023 20:30 (UTC+1) | Spanje                                                                | 7 - 0     | Tsjechië | Den Dreef, Leuven Scheidsrechter: Bolic ( Kroatië) |
| 24 juli 2023 20:30 (UTC+1) | Camacho 4', 38' Martret 13' Benítez 17' González 73' Moral 78', 90+2' | (verslag) |          | Den Dreef, Leuven Scheidsrechter: Bolic ( Kroatië) |

## Knock-outfase

### Halve finale
|                                |           |           |            |                                                          |
| 27 juli 2024 17:30 uur (UTC+1) | Nederland | 0 - 1     | Spanje     | Stade Leburton, Tubize Scheidsrechter: Augustyn ( Polen) |
| 27 juli 2024 17:30 uur (UTC+1) |           | (verslag) | Bartel 12' | Stade Leburton, Tubize Scheidsrechter: Augustyn ( Polen) |

|                                |                          |                       |                                            |                                                               |
| 27 juli 2023 20:30 uur (UTC+1) | Frankrijk                | 2 - 3 (na extra tijd) | Duitsland                                  | RBFA Academy Stadium, Tubize Scheidsrechter: Bolic ( Kroatië) |
| 27 juli 2023 20:30 uur (UTC+1) | Ribadeira 18', 21' (pen) | (verslag)             | Veit 57' Platner 90+3' Franziska Kett 115' | RBFA Academy Stadium, Tubize Scheidsrechter: Bolic ( Kroatië) |

### Finale
|                        |                                            |                            |                                |                                                               |
| 30 juli 2023 17.30 uur | Spanje                                     | 0 - 0 (3 - 2 na penalty's) | Duitsland                      | Den Dreef, Leuven Toeschouwers: 3011 Scheidsrechter: Klarlund |
| 30 juli 2023 17.30 uur | Enrique Lloris González Corrales Villafañe | (verslag)                  | Veit Diehm Hills Bartz Deutsch | Den Dreef, Leuven Toeschouwers: 3011 Scheidsrechter: Klarlund |

## Statistieken

### Doelpuntenmakers
4 doelpunten
- Louna Ribadeira

3 doelpunten
- Franziska Kett
- Carla Camacho

2 doelpunten
- Valentina Mädl
- Mara Alber
- Sophie Nachtigall
- Alara Şehitler
- Fiamma Benítez
- Érika González
- Lucia Moral

1 doelpunt
- Linda Natter
- Magdalena Rukavina
- Valesca Ampoorter
- Marie Detruyer
- Lore Jacobs
- Baby Jordy Benera
- Aïrine Fontaine
- Chloé Neller
- Dilara Açıkgöz
- Paulina Platner
- Jella Veit
- Snædís María Jörundsdóttir
- Vigdís Lilja Kristjánsdóttir
- Bergdís Sveinsdóttir
- Ziva Henry
- Hanna Huizenga
- Lotte Keukelaar
- Danique Tolhoek
- Rosa van Gool
- Júlia Bartel
- Laia Martret

1 eigen doelpunt
- Anna Bárková (tegen Frankrijk)
- Jella Veit (tegen Nederland)